# Łebień (powiat słupski)
Łebień (kaszb. Łabùń, Łebiń lub Lëbino, niem. Labehn) – wieś w Polsce, położona w województwie pomorskim, w powiecie słupskim, w gminie Damnica, nad rzeką Łupawą, przy trasie linii kolejowej Słupsk-Lębork-Gdynia.
| SIMC    | Nazwa    | Rodzaj    |
| ------- | -------- | --------- |
| 1014777 | Domanice | część wsi |

W latach 1975–1998 wieś należała administracyjnie do województwa słupskiego.

## Nazwa
Etymologia nazwy, wzmiankowanej po raz pierwszy w 1281, jest niejasna. Wysunięto następujące hipotezy etymologiczne:
- nazwa dzierżawcza od pruskiej nazwy osobowej *Lābūns (← pr. przym. labs „dobry”)[7],
- nazwa dzierżawcza od pomorskiej nazwy osobowej *Labun, wyprowadzona przy pomocy formantu *-jь[7].

Niemiecka nazwa Labehn jest adaptacją fonetyczną nazwy pierwotnej. Polska forma Łebień jest resubstytucją nazwy niemieckiej.
Rada Języka Kaszubskiego proponuje kaszubską formę nazwy Łebiéń.